# 赛汗塔拉站
赛汗塔拉站是一个集二铁路上的铁路车站，位于中华人民共和国内蒙古自治区苏尼特右旗赛汗塔拉镇，建于1954年，目前为三等站，目前客运：办理旅客乘降；行李、包裹托运；货运：办理整车货物发到；办理整车货物承运前保管。